# Przelewice Pyrzyckie
Przelewice Pyrzyckie – zlikwidowany przystanek kolejowy w Przelewicach na linii kolejowej Pyrzyce – Płońsko Pyrzyckie, w województwie zachodniopomorskim.